# 池辺村
池辺村（いけべむら）は、かつて岐阜県養老郡に存在した村である。
現在の養老郡養老町の南部に該当するが、海津市の一部となった地区もある。揖斐川、牧田川の西岸であるが、一部揖斐川東岸の箇所もある。
村名は、下池のほとりに位置する村を意味する。

## 歴史
- 江戸時代末期、この地域は、多芸郡と石津郡であった。
- 1878年（明治11年） - 郡区町村編制法施行に伴い、石津郡は上石津郡と下石津郡に分割される。
- 1887年（明治20年） - 多芸郡大場村と大場新田が合併し、町村制による大場村が発足。
- 1897年（明治30年）4月1日 - 郡制に基づき多芸郡の一部と上石津郡が合併し、養老郡となる[3]。大巻村、根古地村、根古地新田、大場村、釜段村、駒野新田が合併し発足。
- 1954年（昭和29年）11月3日 - 分割合併により消滅。
  - 駒野新田及び大字釜段字徳島は海津郡城山町に編入される。
  - 残部は高田町、養老村、広幡村、上多度村、笠郷村、小畑村、多芸村、日吉村、合原村の一部と合併し、総理府告示第952号の1954年11月2日施行により養老町となる[4]。

## 小字
- 大字大巻
  - イノ割、ロノ割、ハノ割、ニノ割、ホノ割、東ヘノ割、西ヘノ割、トノ割、道上トノ割、道下チノ割、東リノ割、西リノ割、ヌノ割、ルノ割、ヲノ割、ワノ割、カノ割、大割、四段割、下西葭野、下東葭野、上東葭野、上西葭野、西川並、東川並、吉田
- 大字瑞穂(1924年 (大正13年) 4月1日に大字根古地新田より改称)
  - 枠池、柳原、大代、志津、和名田、神代、西条、富貴、旭、大前、垂穂
- 大字根古地
  - 大場東、一町割、南苅又、北寺西、南三間丁場、北三間丁場苅又、池田、小曲輪、城屋敷、又掛、圦切、苗代、南寺西、菖蒲原、五段割、西五段割、一番割、南町、三ノ割、江ノ橋前、江ノ橋、大野
- 大字大場
  - 外池、大豆田、宮屋敷、椋ヶ原、屋敷割、植伏場、橋西、大桐道下、上土取、下土取、池田、島南、東一町地、中一町地、西一町地、一番割、下割、二段割、堀割、南屋敷
- 大字釜段
  - 吉田、吉田西割、宮前、替地南、菖蒲原、新開、亀井屋敷割、中島、徳崎、宮方、亀井島崎、新田、福角、野税場、徳田新田、飛地
- 大字駒野新田
  - 苗代割、六段地、江西、五畝割、台所地、竜骨、三軒屋

## 学校
- 池辺村立池辺小学校（現・養老町立池辺小学校）
- 池辺村立池辺小学校駒野新田分校
- 学校組合立今尾中学校
  - 海津郡今尾町、海西村、養老郡池辺村の組合立中学校。校舎は今尾町に存在した。現・海津市立平田中学校。